# Ценявська сільська рада
| Ценявська сільська рада — орган місцевого самоврядування у Коломийському районі Івано-Франківської області з адміністративним центром у с. Ценява. Історична дата утворення: в 1940 році. Водоймища на території, підпорядкованій даній раді: річка Вільховець. Сільській раді підпорядковані населені пункти: - с. Ценява |

## Склад ради
Рада складається з 16 депутатів та голови.

### Керівний склад ради
| ПІБ                      | Основні відомості                                                         | Дата обрання | Дата звільнення |
| ------------------------ | ------------------------------------------------------------------------- | ------------ | --------------- |
| Томенчук Богдан Юрійович | Сільський голова, 1959 року народження, освіта, член народної партії      | 26.03.2006   | 31.10.2010      |
| Томенчук Богдан Юрович   | Сільський голова, 1959 року народження, освіта вища, член народної партії | 31.10.2010   |                 |

Примітка: таблиця складена за даними джерела